# BABA嵐 ババ抜き最弱王決定戦
「BABA嵐 ババ抜き最弱王決定戦」（ババあらし ババぬきさいじゃくおうけっていせん）は、フジテレビ系列で放送されていた『VS嵐』内のコーナー。
『VS嵐』の放送終了後は『VS魂』にて「BABA魂」として放送され、 『VS魂』の放送終了後は、『木7◎×部』にて「BABA抜き部」として放送を経て、単発特番化された。

## 概要
もともとは2012年10月18日に放送された『Bet de 嵐』の一種目として、大野、二宮、松本の3人で対戦したことから派生され、それ以降2013年から2020年の『VS嵐』新春3時間スペシャルおよび、2014年以降の『VS嵐』スペシャルで、2部構成の2部として放送された。

### 終了・復活
『VS嵐』から続く番組シリーズが終了時にはいったん本企画を終了させるが、タイトル・スタッフを一部変更の上、2024年3月まで後継番組でも大会は継続された。本編番組は幾度のテコ入れ・リニューアルによってスタッフ・スタジオセットが刷新されているが、テロップなどの一部演出は『VS嵐』のもの、プレイルームのセットは『VS魂』の企画『DAMASHI魂』のものを継承して利用している。
- 『VS嵐』番組終了に伴い、2020年12月24日放送の『VS嵐』最終回をもっていったん終了。同日は『 - THE FINAL』と題して最後の大会が開催され、この回で最弱王になった波瑠は永久最弱女王の称号が与えられた。
- 『VS魂』では、後継企画『DAMASHI魂』に移行されたが、2022年1月3日の『VS魂 2022超豪華新春3時間スペシャル』にて『BABA魂』と改題して復活開催された[1]。
- 『VS嵐』の後々番組の『木7◎×部』でも、『BABA抜き部』として復活。

番組シリーズが関東ローカル番組『相葉◎×部』へ移転された2024年4月からは『土曜プレミアム』枠で『BABA抜き最弱王決定戦』と題して独立番組として『相葉◎×部』のスタッフにより継続され、また1月3日のスペシャル放送も単独番組化した上で継続している。テロップなどの一部演出は引き続き『VS嵐』のものを継承しているが、メインセットは『相葉◎×部』のセットを使用している。1月3日のスペシャル放送においては、番組冒頭で『相葉◎×部』の特別編が内包されている。
- 2025年1月6日の『THE BET』にて萬匠祐基の企画による後々継企画『好き嫌いダウト最弱王決定戦』が放送されている。

## 出演者

### レギュラー出場者
BABA嵐
- 嵐
  - 大野智
  - 櫻井翔 - 「BABA魂」第3回および「BABA抜き最弱王決定戦」第3回にはゲストとして出演（「BABA魂」第3回は欠席した相葉の代打として出演）。
  - 相葉雅紀
  - 二宮和也 - 「BABA魂」第1回にはゲストとして出演。
  - 松本潤 - 「BABA抜き最弱王決定戦」第2回にはゲストとして出演。

BABA魂
- 相葉雅紀（嵐） - 第3回は体調不良のため欠席。
- 風間俊介
- 藤井流星（ジャニーズWEST）-「ババ抜き最弱王決定戦」第4回にはゲストとして出演。
- 佐藤勝利（Sexy Zone）
- 岸優太（King & Prince）
- 浮所飛貴（美 少年／ジャニーズJr.）

BABA抜き部、単発特番
- 相葉雅紀（嵐）
- えなりかずき

### 見届け人
- 山崎弘也（アンタッチャブル） - 「BABA嵐」第9回-
- 飯尾和樹（総支配人/ずん） -BABA魂」第2・3回

## ルール
プレイヤーはメインスタジオから別室にあるプレイルームに移動し、正方形の卓を囲みババ抜きで対決する。
- 対決前後はメインスタジオと中継を繋ぎ、クロストークを行うが、対決中はメインスタジオの音声は遮断される。
- 「BABA嵐」第7回以降、プレイヤーの足元にボタンを設置。JOKERが自分の手元にある時にそのボタンを押すと「シャッフルタイム」が発動し、サイコロの出目により持ち札を交換する（交換出来ない目もある）。使用は1人1回のみ。プレイヤーがあがり、残り2人になって以降は使用できなくなる。
- 不正行為を行った場合、敗者と別枠で決勝へ強制進出のペナルティが課せられる事がある。
- カード紛失などのハプニング発生時は、スタッフの判断によりルール変更などの処置が取られる。
- 「BABA嵐」ではアイスコーヒーなどのソフトドリンクがプレイヤーに対して提供された。それによってドリンクの減り具合や飲み方を通じて駆け引きを行うことができた。
- 「BABA抜き部」からは逆敗者復活戦として山崎扮するザッキーマンが司会のもと「ザッキーチャンス」と題したゲームが実施されることもある。これは決勝進出者がザッキーカードかジョーカーどちらかわからない状態でカードを1枚引き、ザッキーカードを当て続けるというもの。ジョーカーを引いてしまったら即決勝行きとなる。前回最弱王はこのゲームに参加できず、先にプレイルームに待機させられる。最後までザッキーカードを引き続けた1名のみが決勝進出を回避できる。

### 最弱王・最弱女王
予選を計2-5戦を行い、各ブロックの敗者と前回大会の最弱王による決勝戦で新最弱王を決する。過去には新最弱王に対して以下の辱めを受ける罰ゲームが与えられていた。
- 「BABA嵐」では、最弱王に「最弱」の文字が書かれた白いジャケット[2]・帽子・槍を着用させる。
  - 「BABA魂」「BABA抜き部」では、開催年の干支や季節の風物詩に最弱王となった人物の顔を合成したコラージュ写真やそこから作られたパネルを公衆の面前に晒される。
- 新最弱王になったゲストには必ず次回の大会の出場権を強制的に与えられる。
  - 「BABA嵐」、「BABA抜き部」では最弱王は予選を強制免除され、決勝にシードとして出場される。「BABA嵐」時代は暫定の最弱王に対して、過度な優遇措置（他の出演者と比べてアイスコーヒーのジョッキが大きい、専用の自動アルコール消毒液噴射器を渡されるなど）がとられる場合もあった。
  - 「BABA魂」のみ、前回最弱王のシード権が廃止され、予選からの参加に変更された。

各番組最終回では永久最弱（女）王を選出するが、後継番組での初回大会で肩書きが撤回される。
- 「BABA嵐」永久最弱女王の波瑠は、「BABA魂」初回では予選から出演したが無事勝ち抜け、汚名を返上した。
- 「BABA魂」最終回では魂チームメンバー6名のみのエキシビジョンマッチを行い、藤井流星が永久最弱王に選ばれた。「BABA抜き部」第1回大会に藤井は出場せず、「BABA魂」第2回大会で最弱王のバカリズムが事実上の永久最弱王として出場。のちに藤井も単発特番第3回に出場。いずれも無事予選で勝ち抜け、汚名を返上した。

### 特別編（エキシビジョン）
- 「ババ抜き最弱王決定戦」は、各番組の通常回の企画としてエキシビジョンマッチが行われることがある。公式大会ではないため敗者への処遇は回によって異なる。
  - 『VS嵐』2020年3月26日・4月2日放送はCOVID-19（コロナウイルス）の影響により、本来VS嵐本編で対決する予定だったドラマ『SUITS2』の出演者を中心にエキシビジョンとして急遽開催。この大会で最弱王となった新木優子は『最弱シード選手』という称号と名札が与えられ、次回公式大会（BABA嵐第17回大会）のシード枠での強制出場が確約された。
  - 『VS嵐』末期に行われていた嵐5人がそれぞれチームを結成しアトラクションで対決する『Mr.VS嵐』では最終ステージに位置付けされ嵐5人での対決を行った。結果に応じて各チームに得点が加えられたが、最弱王に対してのシード権のペナルティは発生しない。
  - 『VS魂』では前述の通り最終回にてエキシビジョンマッチを開催。
  - 『木7◎×部』ではゲストとエキシビジョンマッチを行う「BABA抜き部」のほか、木7枠最終回ではVS嵐時代からの総合した総集編「BABA抜き歴代スター負け顔ベスト20」を行った。

## 歴代最弱王
- 嵐メンバー及び魂チームメンバー及びえなりは太字で姓もしくは名前のみ表記。
- 所属グループ名は出演当時のもの。
- 「BABA魂」および「BABA抜き部」の回数欄の（）内は正規大会における「BABA嵐」からの通算回数。

### VS嵐（BABA嵐）
| 回          | 放送日         | シード                                           | 最弱王                         |
| ----------- | -------------- | ------------------------------------------------ | ------------------------------ |
| 1           | 2013年1月3日   | 第2回Bet de 嵐「ババ抜き」対決の敗者（大野）     | 山崎静代（南海キャンディーズ） |
| 2-予選      | 2014年1月3日   | なし                                             | 大野（2）                      |
| 2           | 2014年1月3日   | 予選会の敗者（大野）                             | 相葉                           |
| 3           | 2014年7月10日  | 前回の最弱王                                     | 相葉（2）                      |
| 4           | 2015年1月3日   | 前回の最弱王                                     | 相葉（3）                      |
| 5           | 2015年7月2日   | 前回の最弱王                                     | 櫻井                           |
| 6           | 2016年1月3日   | 前回の最弱王                                     | 長瀬智也（TOKIO）              |
| 7           | 2016年6月30日※ | 前回の最弱王                                     | 田村淳（ロンドンブーツ1号2号） |
| 8           | 2016年10月13日 | 前回の最弱王                                     | 相葉（4）                      |
| 9           | 2017年1月3日   | 前回の最弱王                                     | 横山裕（関ジャニ∞）            |
| 10          | 2017年4月13日  | 前回の最弱王                                     | 上戸彩                         |
| 11          | 2017年7月13日  | 前回の最弱王                                     | 市村正親                       |
| 12          | 2018年1月3日   | 前回の最弱王                                     | 坂口健太郎                     |
| 13          | 2018年4月12日  | 前回の最弱王                                     | 北村一輝                       |
| 14          | 2019年1月3日   | 前回の最弱王                                     | 相葉（5）                      |
| 15          | 2019年7月25日  | 前回の最弱王                                     | 相葉（6）                      |
| 16          | 2020年1月3日   | 前回の最弱王                                     | 仲間由紀恵                     |
| 17          | 2020年4月16日※ | 前回の最弱王 ＋ 下記エキシビジョンの敗者（新木） | 仲間由紀恵（2）                |
| 18          | 2020年10月22日 | 前回の最弱王                                     | 仲間由紀恵（3）                |
| FINAL（19） | 2020年12月24日 | 前回の最弱王                                     | 波瑠（永久最弱女王）           |

| 回              | 放送日                | 最弱王   |
| --------------- | --------------------- | -------- |
| 第2回 Bet de 嵐 | 2012年10月18日        | 大野     |
| 第3回 Bet de 嵐 | 2013年4月4日          | 松本     |
| 第1回 Mr.VS嵐   | 2019年11月14日        | 二宮     |
| 緊急特別編      | 2020年3月26日・4月2日 | 新木優子 |

### VS魂（BABA魂）
| 回      | 放送日        | シード       | 最弱王                               |
| ------- | ------------- | ------------ | ------------------------------------ |
| 1（20） | 2022年1月3日  | なし         | 設楽統（バナナマン）                 |
| 2（21） | 2023年1月3日  | 前回の最弱王 | バカリズム（｟事実上の｠永久最弱王） |
| 3（22） | 2023年7月13日 | なし         | 勝利                                 |

| 放送日        | 最弱王             |
| ------------- | ------------------ |
| 2023年9月28日 | 流星（永久最弱王） |

### 木7◎×部 → 相葉◎×部（BABA抜き部→単発特番）
| 回      | 放送日        | シード       | 最弱王                        | 備考                                                          |
| ------- | ------------- | ------------ | ----------------------------- | ------------------------------------------------------------- |
| 1（23） | 2024年1月3日  | なし         | 森田哲矢（さらば青春の光）    | 『新春◎×部』内にて放送                                        |
| 2（24） | 2024年6月29日 | 前回の最弱王 | 山田涼介（Hey!Say!JUMP）      | 「土曜プレミアム」枠にて放送                                  |
| 3（25） | 2025年1月3日  | 前回の最弱王 | 山田涼介（Hey!Say!JUMP）（2） | 『新春◎×部』内にて放送                                        |
| 4（26） | 2025年6月21日 | 前回の最弱王 | 渡邊雄太                      | 「土曜プレミアム」枠にて放送 現役アスリートの最弱王は史上初。 |

| 回 | 放送日         | 最弱王                | 備考                           |
| -- | -------------- | --------------------- | ------------------------------ |
| EX | 2023年12月14日 | ミンギュ（SEVENTEEN） | 『木7◎×部 BABA抜き部』にて放送 |
| EX | 2024年3月14日  | なし                  | 総集編                         |